# ديفيد لي جوردن
ديفيد لي جوردن (بالإنجليزية: David Lee Jordan)‏ هو سياسي أمريكي، ولد في 3 أبريل 1934 في مقاطعة ليفلور في الولايات المتحدة. حزبياً، نشط في الحزب الديمقراطي. وقد انتخب عضو مجلس ولاية مسيسيبي.